# Boguszyce (powiat oleśnicki)
Boguszyce (niem. Bogschütz) – wieś w Polsce, położona w województwie dolnośląskim, w powiecie oleśnickim, w gminie Oleśnica.

## Podział administracyjny
| SIMC    | Nazwa  | Rodzaj     |
| ------- | ------ | ---------- |
| 0878895 | Damnik | przysiółek |
| 0878903 | Rzędów | przysiółek |

W latach 1975–1998 miejscowość należała administracyjnie do województwa wrocławskiego.

## Historia
Najwcześniejsze wzmianki o Boguszycach są odnotowane w 1288 roku, kiedy to wieś jako dar parafii Świętego Krzyża we Wrocławiu przekazał książę Henryk IV Probus.
Kościół w Boguszycach był wzmiankowany już w 1318 roku. Pierwszy znany w historii poprzednik obecnego proboszcza to Konrad z Boguszyc, o którym wspominają kroniki kościelne z 1329 r.

## Demografia
Według Narodowego Spisu Powszechnego (III 2011 r.) liczyły 1434 mieszkańców. Są największą miejscowością gminy Oleśnica.

## Zabytki
Do wojewódzkiego rejestru zabytków wpisane są:
- zespół kościoła par. pw. Matki Boskiej Nieustającej Pomocy:
  - kościół par. pw. Matki Boskiej Nieustającej Pomocy
  - kaplica grobowa, z drugiej połowy XIX w.
  - cmentarz
- szkoła ewangelicka, obecnie dom mieszkalny, z drugiej połowy XIX w.
- park, z początku XX w.
- zespół pałacowy, z drugiej połowy XIX w.:
  - pałac
  - park

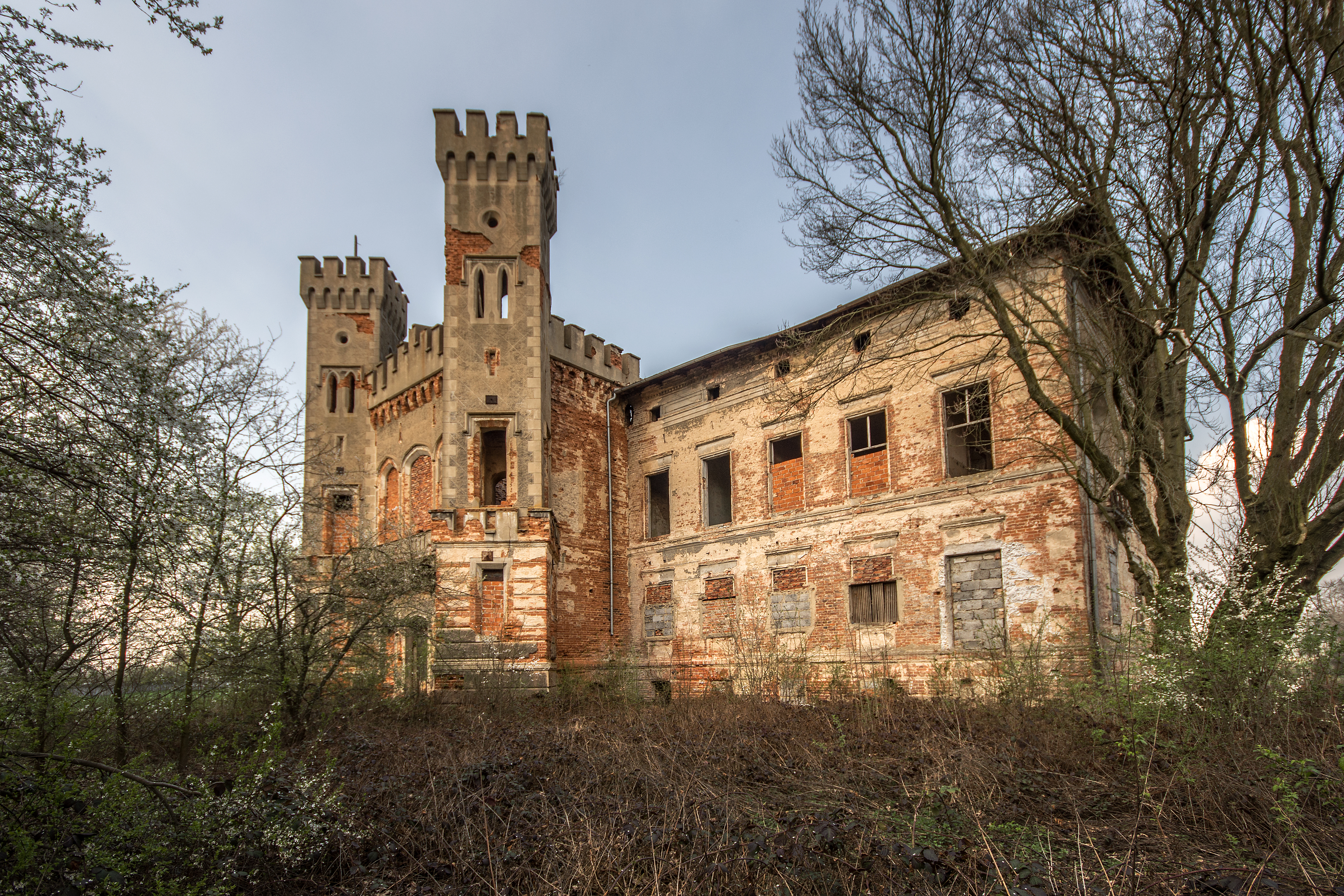
Pałac w Boguszycach
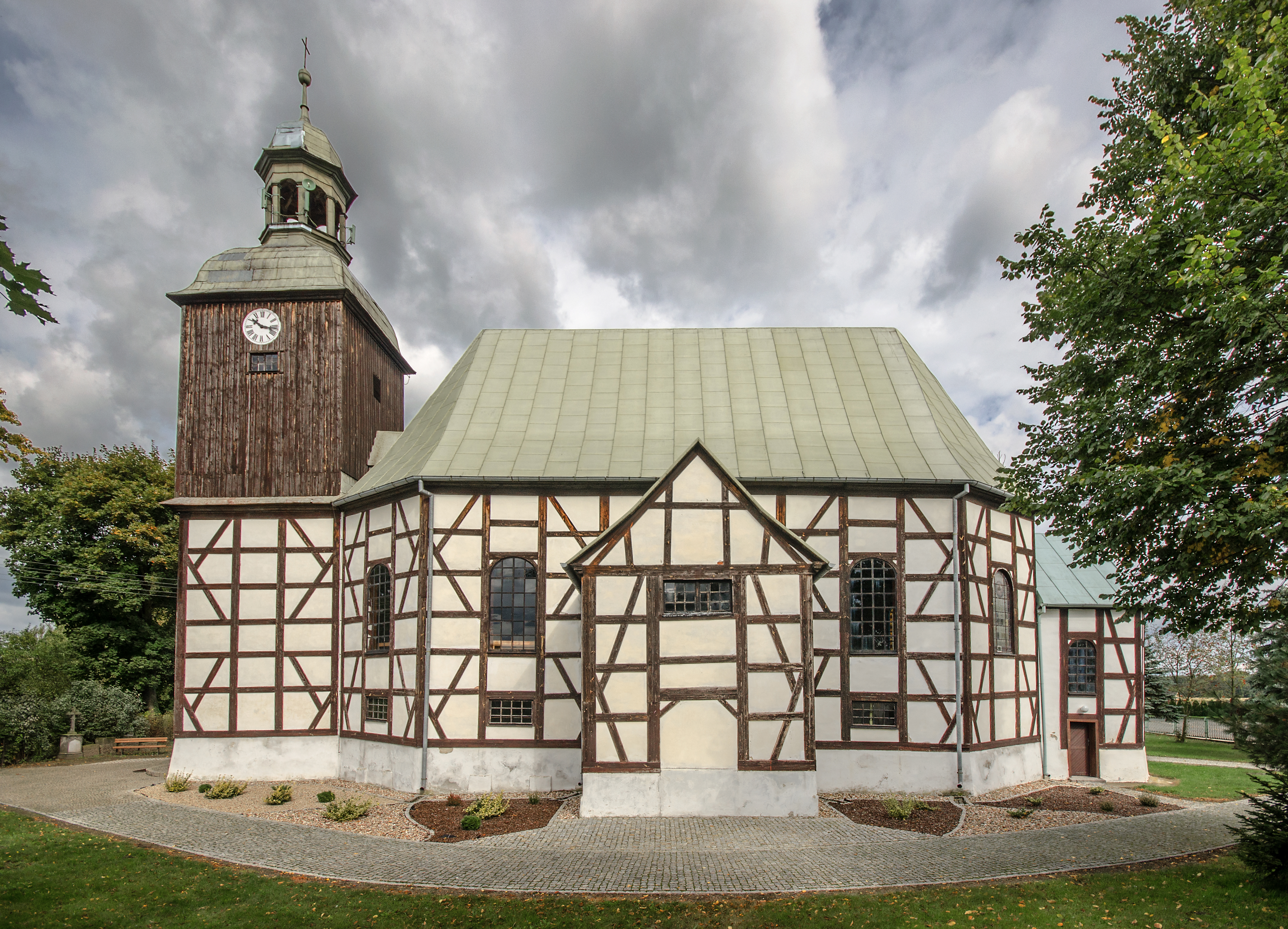
Kościół Matki Boskiej Nieustającej Pomocy